# 토미 듀이
토미 듀이(Tommy Dewey, 1978년 8월 3일 ~ )는 미국의 배우, 각본가, 프로듀서이다.

## 출연 작품
- 17 어게인 (2009) - 로저 역
- 프론트 러너 (2018)